# Língua gaa
A língua gaa é uma língua pouco documentada da Nigéria. Aparentemente é uma língua dakoide.